# 雅克伯·帕尔马
雅克伯·帕尔马（約1480年—1528年7月），是16世纪意大利文艺复兴时期威尼斯画派的画家，他出生在伦巴第近於貝加莫的塞里納，为了和其侄子乔凡内·帕尔马相区别，往往被称为老帕尔马。